# 페리 코스턴
페리 코스턴(Ferry Corsten, 1973년 12월 4일 ~ )은 네덜란드의 디스크자키이다.

## 디스코그래피
스튜디오 앨범
- 2003: Right of Way
- 2006: L.E.F.
- 2008: Twice in a Blue Moon
- 2012: WKND
- 2017: Blueprint